# 1-й експедиційний корпус морської піхоти (США)
1-й експедиційний корпус морської піхоти (США) або Перші експедиційні сили морської піхоти (англ. I Marine Expeditionary Force) — військове об'єднання, корпус морської піхоти Корпусу морської піхоти США з пунктом постійної дислокації на базі морської піхоти Кемп-Пендлтон, у штаті Каліфорнія. В основному складається з 1-ї дивізії морської піхоти, 3-го крила авіації морської піхоти та 1-ї групи матеріально-технічного забезпечення морської піхоти. 1-й експедиційний корпус морської піхоти є найбільшим із трьох корпусів MEF у складі морської піхоти, і його часто називають «MEF Warfighting» за його постійну участь і внесок у великі збройні конфлікти.
1-й експедиційний корпус морської піхоти являє собою військове об'єднання різнорідних родів військ та сил Корпусу морської піхоти, що перебувають у постійній бойовій готовності. З отриманням директиви або наказу на розгортання, командир I MEF організує розгортання, передислокацію та застосування наземно-повітряної оперативної групи морської піхоти (англ. Marine air–ground task force, MAGTF) в інтересах командувача Об'єднаного Командування ЗС (COCOM) з метою реагування на загострення обстановки або загрози виникнення війни на театрі дій. З відповідним посиленням корпус служить основним елементом Об'єднаної оперативної групи (JTF); готує та розгортає боєздатні MAGTF для підтримки присутності COCOM та реагування на кризу; і за потреби забезпечує підтримку військ (сил) або завдань, визначених командувачем Об'єднаного Командування COCOM.

## Структура
- Наземний бойовий компонент: 1-ша дивізія морської піхоти
- Повітряний бойовий компонент: 3-тє авіаційне крило морської піхоти
- Логістичний бойовий компонент: 1-ша логістична група морської піхоти
- 1-ша інформаційна експедиційна група морської піхоти
- 1-й батальйон підтримки корпусу
- 1-й розвідувальний батальйон
- 1-й радіо батальйон
- 9-й батальйон зв'язку
- 1-ша повітряно-морська рота міжвидової взаємодії
- 11-й експедиційний полк морської піхоти
- 13-й експедиційний полк морської піхоти
- 15-й експедиційний полк морської піхоти

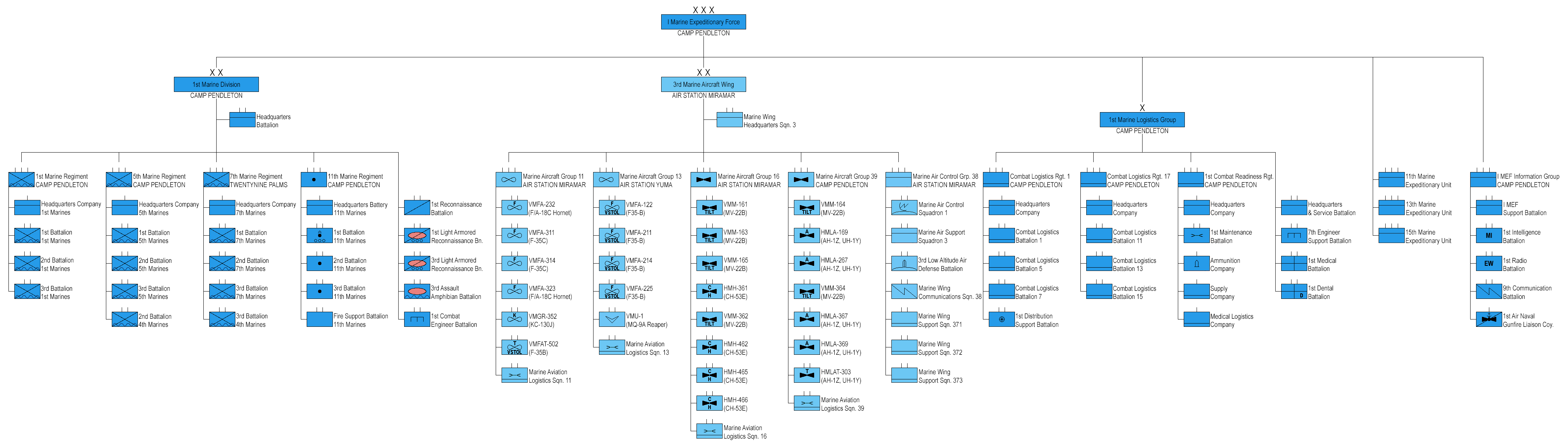
Організаційно-штатна структура 1-го експедиційного корпусу морської піхоти на 2025 рік

Умовне позначення експедиційного корпусу морської піхоти за стандартами НАТО